# Estorninos
Estorninos es una pedanía del municipio de Alcántara, en la provincia de Cáceres, Comunidad Autónoma de Extremadura (España). Está situada entre Piedras Albas y Alcántara, muy cerca de la frontera de Portugal.

## Historia
En 1594 formaba parte de la Tierra de Alcántara en la Provincia de Trujillo.
Su historia viene marcada por su cercanía a la frontera portuguesa lo que propició que se viera involucrado en numerosos conflictos entre lusos y españoles. A comienzos del siglo XVII un incendio asoló por completo el lugar, siendo repoblada y reconstruida desde 1738.
A la caída del Antiguo Régimen la localidad se constituye en municipio constitucional en la región de Extremadura, partido judicial de Alcántara  que en el censo de 1842 contaba con 30 hogares y 164 vecinos.
Fue municipio independiente hasta 1973, año en que se incorporó al municipio de Alcántara.

## Demografía
| Gráfica de evolución demográfica de Estorninos entre 1842 y 1970 |
| |
| Población de derecho según los censos de población del INE Población de hecho según los censos de población del INEEntre el censo de 1981 y el anterior, este municipio desaparece porque se integra en el municipio Alcántara. |

## Patrimonio
Iglesia parroquial católica bajo la advocación de Santiago Apóstol, a cargo del párroco de Alcántara, en la diócesis de Coria, construida en el siglo XVI.
Además de la iglesia de Santiago Apóstol destaca el Humilladero, situado en las afueras de la población, es una especie de oratorio o ermita, realizado en mampostería de pizarra y sillares de granito.
En sus inmediaciones existía una antigua necrópolis con tumbas antropomorfas.